# Monsieur Max
Pour le film italien de 1937, voir Monsieur Max (film, 1937).
Pour plus de détails, voir Fiche technique et Distribution.
Monsieur Max est un téléfilm français de 86 minutes réalisé par Gabriel Aghion en 2006. Il retrace la vie légendaire du poète Max Jacob, depuis les années d'entre-deux-guerres jusqu'à la mort de celui-ci au camp de Drancy en 1944, juste avant qu'il ne soit déporté pour Auschwitz. Max Jacob est incarné par Jean-Claude Brialy, autre homosexuel du Tout-Paris, dont c'est l'ultime rôle.

## Synopsis
Le 24 février 1944, la Gestapo arrête Max Jacob. Au moyen de multiples analepses, le film nous fait voyager dans les souvenirs du poète, traverser différentes époques et rencontrer de célèbres peintres, poètes ou écrivains amis de Max Jacob, jusque quarante ans en arrière quand celui-ci habitait le Bateau-Lavoir avec Pablo Picasso. C'est plus particulièrement avec Jean Cocteau et Sacha Guitry que Max Jacob partage confidences, enchantements et frasques du Paris de l'entre deux guerres. Puis il est conduit à Drancy.
Le récit est construit autour d'une intrigue fictive, celle d'une jeune femme, Alice, petite orpheline élevée un temps par Max Jacob avant qu'il ne la perde de vue. Alice ira jusqu'à être volontairement déportée afin de retrouver le poète alors que Guitry et Cocteau tardent à intervenir. Le sentiment de Max Jacob, qui mourra avant d'être sauvé, d'être abandonné par ses amis répond à celui qu'avait éprouvé l'orpheline enfant.

## Fiche technique
- Réalisation : Gabriel Aghion
- Scénario : Dan Franck
- Musique : Antoine Duhamel
- Durée : 90 minutes
- Dates de diffusion : 27 janvier 2007 au Fipa, en février 2007 au festival de Luchon et le 14 septembre 2007 sur Arte

## Distribution
- Jean-Claude Brialy : Max Jacob
- Dominique Blanc : Alice
- Guillaume Gallienne : Max Jacob jeune
- Féodor Atkine : Pablo Picasso
- Jean-Claude Dreyfus : Sacha Guitry
- Ilona Bachelier : Alice enfant
- Nâzim Boudjenah : Pablo Picasso jeune
- Alexis Michalik : Jean Marais
- Jean-Chrétien Sibertin-Blanc : Jean Cocteau
- Éric Naggar : le curé de Saint-Benoît
- Marie-France Santon: La pharmacienne
- Guesch Patti : La bourgeoise
- Emmanuel Leconte : René
- Arnaud Denis : L'admirateur
- Thierry de Peretti : Le voisin à Drancy
- Sarah Stern: Fernande Olivier
- Laëtitia Lacroix : Dora Maar
- Raphaël Goldman : Paulo Picasso
- Valérie Lang : La mère à Drancy
- Anton Yakovlev : Alois Brunner
- Thomas Landbo : Lieutenant Heller
- Céline Caussimon : La postière
- Marc Faure : Prêtre Notre-Dame de Sion
- Frédéric Haddou : Le planton
- Jeff El-Eini : Le médecin
- Franck Geney: Gendarme 1905
- Manuel Bonnet : Curé de Saint Jean Baptiste
- Jean-François Kopf : Le maire de Saint-Benoit
- Jacques Collard : Homme Cabaret
- Patrick Sebert et Lionel Rousselot : Flics
- Ralph Konnemann : Fonctionnaires prison
- Michael Hofland et Wolfgang Pissors : Gestapistes
- Didier Tournan : Admirateur 2
- Raphaël Cohen et Julien Saada : Deportés

## Production

### Tournage
Monsieur Max a été tourné au cours de l'année 2006, notamment à Asnières-sur-Oise et au Fort de Cormeilles

## Analyse

### Différences avec la réalité historique
Dans la réalité, Alice s'appelait Raymonde et Max Jacob l'a très peu connue, jouant et se promenant de temps en temps avec elle, qui avait alors treize ans, durant l'été 1907.
En juillet 1907, Fernande Olivier, la compagne stérile de Pablo Picasso, dans un désir d'embourgeoisement lié au succès nouveau du peintre, obtient de l'Assistance publique de pouvoir faire un essai d'adoption. Entre mondanité et nuits d'alcool, le couple infernal ne s'occupe pas de l'adolescente et le seul adulte à lui prêter attention est le poète de l'enfance, Max Jacob. Quand Picasso décide de faire poser Raymonde, Fernande, jalousie ou peur de l'inceste, renvoie l'objet de son fantasme d'enfant à l'orphelinat. C'est encore à Max Jacob, après trois mois, en septembre 1907, qu’est lâchement confiée la cruelle démarche.
Entre le 24 février et le 15 mars 1944, les amis de Max Jacob, dont Jean Cocteau et Sacha Guitry, ont multiplié sans délai ni retard les démarches pour faire libérer le poète, mais une fragilité pulmonaire acquise dans l'enfance n'a pas permis à celui-ci de résister plus de neuf jours aux conditions de détention.